# گذرندگی اجتماعی
گذرندگی اجتماعی یا اسمز اجتماعی (انگلیسی: Social osmosis) به چکانش غیرمستقیم اطلاعات فرهنگی و اجتماعی گفته می‌شود. اطلاعات اجتماعی در عمل پراکنده هستند و به صورت تصادفی تجربه واقعی با گذشتن از چندین واسطه به مخاطب می‌رسد. بر حسب مثال ممکن است کسی هرگز یک سریال تلویزیونی را ندیده باشد، ولی از طریق گذرندگی اجتماعی اطلاعات و ظرایفی در مورد آن سریال در اختیار داشته باشد.